# Métro de Baltimore
Le métro de Baltimore est composé d'une unique ligne de métro de 24,8 kilomètres, inaugurée en 1983. La ligne, qui comprend 14 stations, dessert à la fois le centre de la ville et les banlieues. Malgré sa vitesse commerciale élevée la ligne est peu utilisée et sa fréquentation est en baisse. Le métro de Baltimore s'inscrit dans un réseau de transports publics ferrés comprenant également une ligne de tramway (Central light rail line) mise en service en 1992, plusieurs fois prolongée, et trois lignes de trains de banlieue, le réseau MARC (en),. Ce réseau est connecté avec celui de la ville de Washington.

## Historique
En partie pour faire revivre les quartiers centraux anciens et dévalorisés, une étude commanditée par la ville de Baltimore proposait en 1968 l’implantation d’un réseau de six lignes de transport sur rail. En 1971, fut créé le département des Transports de l'État du Maryland, responsable de l’ensemble des transports sur le territoire de l’État. Les transports publics de Baltimore sont de ce fait gérés par la Mass Transit Administration, qui dépend d’une administration d’État, ce qui est rare aux États-Unis. En 1972, le Maryland décidait de la construction de la première phase du réseau prévu, une ligne de métro de 45 km. Mais compte tenu des moyens financiers en jeu, seule une section initiale de la ligne nord-ouest, entre le centre-ville à Charles Center et Reisterstown Plaza, dénommée section A, reçut l’autorisation fédérale. Les fonds devaient provenir des fonds fédéraux (80 %) et des fonds du Maryland (20 %). Les travaux de construction débutèrent en décembre 1976,,. La ligne fut mise en service le 21 novembre 1983,,,,, sur un tracé de 12,8 km avec neuf stations. Deux prolongements respectivement de 9,6 km (trois stations) et de 2,4 kilomètres (deux stations) ont été inaugurés en juillet 1987, et juin 1995,.

## La ligne
Au total, l’unique ligne de métro de Baltimore comprend 24,8 km, 14 stations (9,6 km en souterrain, 4,8 km en aérien, 10,4 km en surface).
La section A est en tunnel à partir du quartier d’affaires à Charles Center jusqu’au site propre du Western Maryland Railway, puis passe en aérien parallèlement à la ligne de chemin de fer jusqu’à Reisterstown Plaza. Le parcours comprend neuf stations, six en souterrain et trois aériennes ; sur les 12,8 km de parcours, 7,2 km sont en tunnel (5 km de tunnel foré et 2,2 km en tranchée couverte), 4,8 km au-dessus du sol et 0,8 km en surface. Le coût total de la conception et de la construction de la section A s’éleva à 797 millions de dollars.
La section B est une extension vers le nord-ouest à Owings Mills, de 9,6 km et de trois stations. Elle est entièrement en surface empruntant la section médiane d’une autoroute construite simultanément. Son coût atteignit 250 millions de dollars. Sa construction commença en 1981 et elle fut inaugurée en juillet 1987. En mai 1995, la section C ajouta au métro deux stations supplémentaires et 2,4 km, entièrement en tunnel. Le nouveau tronçon allait de Charles Center vers l’hôpital Johns-Hopkins, un des plus grands employeurs de la ville. Le coût de cette section a été évalué à 353 millions de dollars.

## Caractéristiques techniques

### Matériel roulant et automatismes

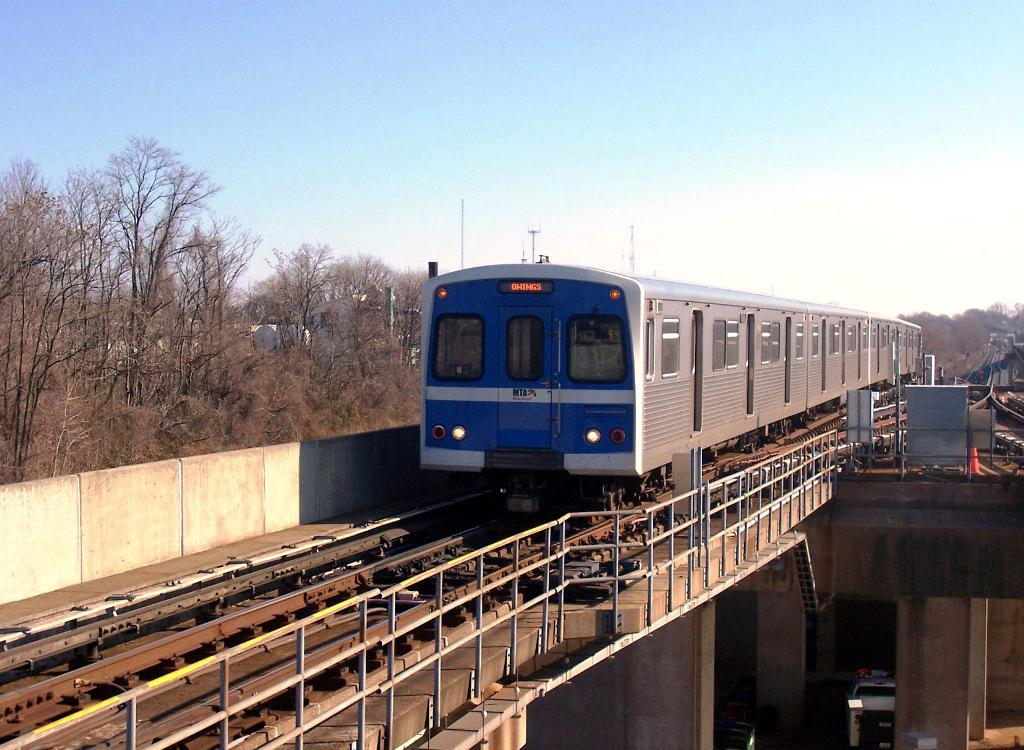
Rame MTA.

Le parc de véhicules est composé de 100 voitures en acier inoxydable construites par la Budd Company de Philadelphie. Les 72 premiers véhicules, au coût de 57 millions de dollars, ont été livrés entre juillet 1982 et octobre 1984, avec du retard par rapport au délai prévu. Ce lot constitue une partie de la commande conjointe de 208 véhicules passée pour les métros de Baltimore et Miami. Une seconde commande de 28 véhicules a été livrée en 1987 à l’occasion de la mise en service de la section B. Les véhicules ont été entièrement rénovés entre 2002 et 2005. La flotte est surdimensionnée par rapport au trafic actuel et seuls 54 véhicules sont utilisés pendant les heures de pointe.
Les voitures sont climatisées pour atténuer l'effet des étés chauds et humides de Baltimore. Chaque véhicule est long de 22,8 m et large de 3,2 m, pourvu de trois portes de chaque côté. Chaque véhicule dispose de 76 places assises et peut accueillir 90 passagers debout.Les voitures sont formées en doublets permanents qui peuvent constituer des trains d'un, deux ou trois doublets. Les quais des stations atteignent une longueur de 137 mètres pour pouvoir accueillir des rames de six voitures.
Les véhicules sont alimentés en courant continu sous une tension de 700 V fourni par un troisième rail.
Les rames sont exploitées en mode semi-automatique, un dispositif réglant la vitesse et l’intervalle entre train, le conducteur se chargeant d’actionner le mécanisme d’ouverture et de fermeture des portes. Ce système a été fourni par la société Union Switch & Signal. L’intervalle minimal autorisé entre deux trains est de deux minutes. Le centre de contrôle a été fourni par la société française Syseca.
En juillet 2017, la MTA a annoncé l'achat de 78 nouveaux véhicules pour remplacer l'ensemble du parc actuel. Les véhicules seront construits par Hitachi Rail, anciennement AnsaldoBreda, dans son usine de Miami. Ces nouveaux trains seront automatisés avec un système CBTC. Une première livraison est attendue en 2021.

## Exploitation
Le métro est exploité de 5 h du matin à minuit en jours de semaine. L’intervalle entre deux trains est de 8 minutes aux heures de pointe, 10 minutes aux heures creuses et 15 à 20 minutes tard en soirée et les samedis et dimanches. Du fait d’interstations longues, 1,8 km en moyenne, et de la vitesse relativement élevée des véhicules pour un métro, 112 km/h, tout le parcours s’effectue en une demi-heure, à la vitesse moyenne de 48 km/h. Afin d’inciter les habitants à abandonner les véhicules individuels, des aires de stationnement de plusieurs milliers de places se trouvent près des stations les plus importantes. Les stations de la ligne de métro sont bien coordonnées avec les lignes de bus, mais il n’existe aucune correspondance entre le métro et les autres lignes du réseau ferré.
De 13 à 14 millions de voyages sont effectués dans le métro de Baltimore, pour une centaine de millions de voyageurs-kilomètres (parcours moyen de 7 km) au début du siècle. La fréquentation quotidienne moyenne en jour de semaine atteint 48 000 passagers. Malgré sa vitesse commerciale élevée la ligne est donc relativement peu utilisée. La billetterie ne couvre que 28% des coûts opérationnels. La fréquentation est en baisse et n'atteint plus que 12,2 millions de passagers en 2016 avec une moyenne de 40.000 passagers par jour. La ligne fut fermée durant plusieurs semaines en 2018 pour réaliser des travaux de maintenance urgents, ce qui fit baisser le nombre de passagers à 11 millions.
Environ 300 salariés sont affectés à l'exploitation du métro.

### Tarification
En 2019, le prix du billet plein tarif est de 1,7 $, la carte journalière coûte 4,4 $, l'hebdomadaire 21 $ et la mensuelle 74 $.

## Projets
Une extension de la ligne de métro à partir de l'hôpital Johns-Hopkins vers l'université d'État Morgan et au-delà, avait été envisagée. En raison du coût élevé de sa construction en tant qu'extension du métro existant (ce qui nécessiterait la création de tunnels dans des quartiers densément peuplés), la décision de faire n'a pas été prise et le projet n'est plus en débat.
Le plan initial, qui prévoyait six lignes de métro à Baltimore, n’a pas résisté aux restrictions budgétaires. Une ligne de tramway, d'axe nord-sud, ouverte en 1992,, reprend en grande partie un des corridors de circulation proposés. Elle poursuit sa route vers le sud jusqu'à l'aéroport Baltimore Washington International qui est desservi depuis 1997. En 2013,  la société Alstom a été chargé de la rénovation des 53 rames de tramway de la société ADtranz. Une ligne de tramway, la ligne rouge, d'axe est-ouest, est en construction,.